# カラアーチ (エディルネ)
カラアーチ（トルコ語: Karaağaç、ギリシア語: Ορεστιάδα、ブルガリア語: Караагач）とは、トルコのエディルネ郊外にある地区の地名。市街地中心部からメリチ川を挟んで4km南西にあり、国境線を挟んだ南西側はギリシャのカスタニス（ギリシア語: Καστανιές）と接している。
1890年に、欧州とトルコを結ぶ鉄道の、トルコ側の国境駅（カラアーチ駅）がエディルネ郊外のこの地に造られた。1971年に市街地側に新駅が開設されると、カラアガチ駅は廃止された。現在、この駅舎はトラキア大学（Trakya Üniversitesi）の施設の一部として利用されている。
1920年から1923年の間、この地はギリシャ領となり、町の名前はトラキア時代にこの辺りにあったといわれる『オレスティアス』という町の名前で呼ばれていた。『オレスティアス』という町の名前は、ハドリアヌスがこの地にあった町を拡張した時に『ハドリアノポリス』（エディルネの旧名）に改名された。